# 2-ثيو يوريدين
الـ2-ثيو يوريدين (بالإنجليزية: 2-Thiouridine )‏ واختصارا (س2ي) صيغته الجزيئية C9H12N2O5S، هو نوكليوسيد قاعدته النيتروجينية 2-ثيو يوراسيل وهي مشتق مكبرت لليوراسيل مرتبطة بسكر الريبوز. وهو واحد من تعديلات مابعد النسخ الذي يتواجد غالبا في مقابلة الرامزة لدى بعض جزيئات الرنا الناقل الذي يقع في الوضعية التي تشكل ترابط ووبل مع نوكليوتيد الرامزة الثالثة.
وجود الكبريت في الوضعية 2 يجعل الارتباط رامزة-مقابل الرامزة مستقرا ويعزز كذلك عملية الترجمة بواسطة الريبوسوم.